# Експедиції Отані
Експедиції Отані — серія японських археологічних досліджень залишків стародавніх міст і поховань в оазисах Сіньцзяну в Китаї, організована в 1902—1914 роках японським дослідником Отані Кодзуї.
Менш відомі маршрути експедицій Отані також епізодично охоплювали території Індії, Непалу і Росії (Сибір), а також Південну і Північну Америку. Результати експедицій описано неодноразово, зокрема 6-томним японським виданням 1937 року. Однак щодо них є низка значних додаткових деталей, які не увійшли в опис. Частково це пов'язано з тим, що на період першої експедиції припала Російсько-японська війна.

## Перша експедиція Отані
Першу експедицію (1902—1904), єдину з трьох, якою Отані Кодзуї керував особисто, він організував як частину його повернення з Європи до Японії. Він виїхав з Лондона 16 серпня 1902 року, а 21 серпня в Санкт-Петербурзі зібрав однодумців (Іноуе Коен, Хонда Ерю, Ватанабе Тессін, Хорі Кен'ю), і експедиція вирушила в Кашгар через Баку, Самарканд, Андижан, Ош, прибувши в Кашгар 21 вересня. Тут експедиція обговорила плани з британським колегою полковником Майлзом і вирішила розділитися на дві. Отані, Іноуе і Хонда склали індійську групу, а Ватанабе і Хорі — центральноазійську. Разом вони виїхали з Кашгара 27 вересня, і, діставшись до Яркенда, розділилися.
Індійська група, з трьома кіньми і чотирнадцятьма верблюдами, пройшла через прохід Мінтака і, пройшовши через Гілгіт, 9 жовтня досягла Срінагара в Кашмірі. З Індії вона морем дісталася до Японії.
Центральноазійська група повернулася в Яркенд і вирушила на схід, провівши 40 днів на розкопках стародавніх міст Хотану. 2 січня 1903 року вона покинула Хотан і пройшла через Такла-Макан до Аксу і Турфана. 20 лютого група повернулася в Кашгар і здійснила нову подорож через Маралбаши, Тумшук, Аксу і Бай, 10 квітня прибувши до Кизилу біля Кучі. Куча зайняла їх на 4 місяці. Тут група досліджувала низку археологічних пам'яток, серед яких Дулдук-окур, Східний і Західний Субаші, печери Кизилу і Кумтури. До цього недосліджена Куча стала основною точкою докладання зусиль експедиції, оскільки Хотан уже дослідив Стейн, а Турфан — німецькі археологи. Після розкопок експедиція повернулася до Японії через Китай, минувши Турфан, Урумчі, Хамі і Сіань.
Отані Кодзуї мусив припинити особисту участь в експедиціях через успадкування обов'язків настоятеля 1903 року, отримавши звістку про смерть свого батька, Отані Косона. Як настоятель він продовжував організацію експедицій, а також модернізував буддійську школу Дзедо-сінсю в Кіото.

## Друга експедиція Отані
Друга експедиція (1908—1909) у складі: Татібана Дзуїте і Номура Ейдзабуро вирушила з Пекіна через Внутрішню Монголію в Гучен і Урумчі, і 15 листопада досягла Турфану. Тут експедиція досліджувала археологічні пам'ятки Ярхото, Муртук, Караходжа і Тоюк. Далі вона пройшла в Кизил і досліджувала буддійські печери Кумтури тощо. Тут вона виявила багато буддійських писемних пам'яток. Спільно дослідивши пам'ятки Турфану, Карашара і Корли, дослідники розділилися. Татібана досліджував Лобнор, Лоулань, Хотан і Яркенд, а Номура — Кучу і Кашгар.
У період від 25 лютого по 6 травня 1909 року Номура виявив під пісками печер Кумтури китайський рукопис 782 року, а Татібана в пісках Лоуланя — рукопис початку IV століття, що належить заступнику Управителя західних Земель Лі Бо. Значне число фрагментів письмових пам'яток принесли і печери Тоюка.
Після розкопок дослідники возз'єдналися і повернулися до Японії через Індію.

## Третя експедиція Отані
Третя експедиція (1910—1914), у складі: Татібана Дзуїте, Йосікава Коїтіро, Ватанабе Тессін, А. О. Гоббс, Лі Юцін, також складалася з двох незалежних груп. Вона почалася після того, як Татібана разом з Отані написали дослідження за результатами розкопок буддійських старожитностей. Татібана переїхав до Лондона, звідки 16 серпня, взявши з собою 18-річного Гоббса, він почав третю експедицію, проїхавши через Росію, де відвідав Омськ. 19 жовтня він прибув в Урумчі, звідки вирушив у Турфан, а звідти в Кучу через Лобнор, зробивши гак до міста Черчен. Тим часом Гоббс, який приїхав прямо до Кучі, помер тут від віспи. Татібана відвіз його тіло в Кашгар, де поховав. Після цього 7 травня 1911 року він прибув до Хотана, де зустрів Ватанабе і провів розкопки разом з ним.
У цей час Отані послав у Сіньцзян Йосікаву і кухаря маєтку Отані, Лі Юціна. Через Шанхай, Ханькоу і Сіань 5 жовтня вони прибули в Дуньхуан, де мали зустрітися з Татібаною. Однак Татібана затримався, і Єсікава самостійно досліджував печери Моґао: зробив зйомку фресок і статуй, виготовив відбитки (rubbings) і купив низку старовинних рукописів. Після прибуття Татібани в кінці січня-початку лютого група продовжила купівлю дуньхуанських рукописів у Ван Юаньлу. Колекція склала 369 одиниць. Далі експедиція вирушила на північ, розкопала фрагменти буддійських рукописів у Тоюку, далі в Астані і Гаочані придбала кілька надгробних каменів, тканин, документів і артефактів з могил. Після цього Татібана поїхав до Японії, а Єсікава досліджував Тянь-Шань, де зібрав ботанічну колекцію. 5 січня 1914 року він виїхав з Урумчі до Японії через Баотоу, Хух-Хото і Пекін.

## Значення
Ця серія археологічних досліджень була однією з найзначніших в історії досліджень регіону в першій половині XX століття. Її результатом стали значні колекції, зокрема колекції писемних пам'яток.
Значну за обсягом і важливу для науки археологічну «Колекцію Отані» нині розділено між музеями в Японії (Кіото і Токіо), а також у Китаї і Кореї. Щоденники і фотографії, зроблені експедиціями, а також їхні ботанічні колекції зберігаються в Університеті Рюкоку в Японії.
Серед археологічних відкриттів експедиції виділяється дослідження Субаші і Кучі в Сіньцзяні.